# La Joya (San Luis Potosí)
La Joya es una localidad del estado mexicano de San Luis Potosí, ubicada en el municipio de Villa de Guadalupe.

## Localización y demografía
La Joya se encuentra localizada en las coordenadas geográficas 23°14′56″N 100°52′35″O / 23.24889, -100.87639 y a una altitud de 1 969 metros sobre el nivel del mar. Se encuentra localizada en el llamado Altiplano Potosino, se encuentra a unos 20 kilómetros al suroeste de la cabecera municipal, Villa de Guadalupe con la que se comunica por la carretera estatal Matehuala-Charcas.
La Joya es una pequeña localidad de tipo rural, de acuerdo a los resultados del Censo de Población y Vivienda de 2010 realizado por el Instituto Nacional de Estadística y Geografía, su población es de 143 personas, de las cuales 67 son hombres y 76 son mujeres.

## Fenómeno mediático
En diciembre de 2016, la comunidad de La Joya fue centro de un fenómeno de redes sociales en México; al difundirse por las mismas de forma viral un video donde se invitaba a la fiesta de quince años de Rubí Ibarra García por parte de sus padres.
La intención del video, era invitar a la población del entorno y posibles migrantes en los Estados Unidos; sin embargo la difusión masiva del mismo causó bromas y memes, y posteriormente el anuncio de numerosas personas de la intención de asistir a la celebración, lo que llevó finalmente al anuncio por parte de las autoridades de un operativo para la seguridad de la población durante la fiesta programada para el 26 de diciembre de 2016.